# Goldener Ochse
Der Goldene Ochse ist ein Preis des Filmkunstfest Mecklenburg-Vorpommern, der seit 2002 für einen herausragenden Beitrag zur deutschsprachigen Filmkultur vergeben wird. Die Skulptur des Preises stammt von dem Künstler Hartmut Klopsch aus Leipzig. Die Übergabe des Ehrenpreises erfolgt durch den Ministerpräsidentin des Landes Mecklenburg-Vorpommern und Schirmherrin des Festivals, derzeit Manuela Schwesig.

## Preisträger
- 2002: Frank Beyer
- 2003: Mario Adorf
- 2004: Götz George
- 2005: Senta Berger und Michael Verhoeven
- 2006: Bruno Ganz
- 2007: Hannelore Elsner
- 2008: Klaus Maria Brandauer
- 2009: Michael Ballhaus
- 2010: Manfred Krug
- 2011: Katrin Sass
- 2012: Otto Sander
- 2013: Michael Gwisdek
- 2014: Hanna Schygulla
- 2015: Wolfgang Kohlhaase
- 2016: Christine Schorn[1]
- 2017: Iris Berben
- 2018: Henry Hübchen
- 2019: Katharina Thalbach
- 2020: nicht vergeben
- 2021: Ulrich Tukur
- 2022: Matthias Habich[2]
- 2023: Corinna Harfouch
- 2024: Volker Schlöndorff[3]
- 2025: Barbara Sukowa[4]

## Belege
1. ↑  Ehrenpreis von Filmkunstfest für Christine Schorn, Focus vom 11. März 2016
2. ↑  Ehrenpreis des 31. Fimkunstfests Mecklenburg-Vorpommern an Matthias Habich, Pressemitteilung vom 3. März 2022
3. ↑  "Goldener Ochse": Ehrenpreis für Schlöndorff. In: k.at. 28. Februar 2024, abgerufen am 1. März 2024.
4. ↑  Karin Koslik: Der „Goldene Ochse“ 2025 geht an Barbara Sukowa. In: Nordkurier. 2. März 2025, abgerufen am 2. März 2025.